# 12095 Pinel
12095 Pinel (tên chỉ định: 1998 HE102) là một tiểu hành tinh vành đai chính. Nó được phát hiện bởi Eric Walter Elst ở Đài thiên văn La Silla ở Chile ngày 25 tháng 4 năm 1998. Nó được đặt theo tên Philippe Pinel, a French physician và pioneer of psychiatry.